# Соколов, Юрий Михайлович (футболист)
Ю́рий Миха́йлович Соколо́в (9 октября 1929 года, Москва, СССР — 8 июля 2008 года, Москва, Россия) — советский футболист. Мастер спорта СССР (1956).

## Биография
Воспитанник юношеской команды московского завода «Красный Пролетарий».
За свою карьеру выступал в советских командах ВМС, «Спартак» (Калинин), «Спартак» (Москва), «Торпедо» (Москва), Авангард (Харьков).
По завершении карьеры игрока был тренером «Торпедо-клубная» (Москва).

## Достижения
- Чемпион СССР: 1956
- Серебряный призёр чемпионата СССР: 1955, 1957
- Финалист Кубка СССР: 1958